# فلم ملحمي

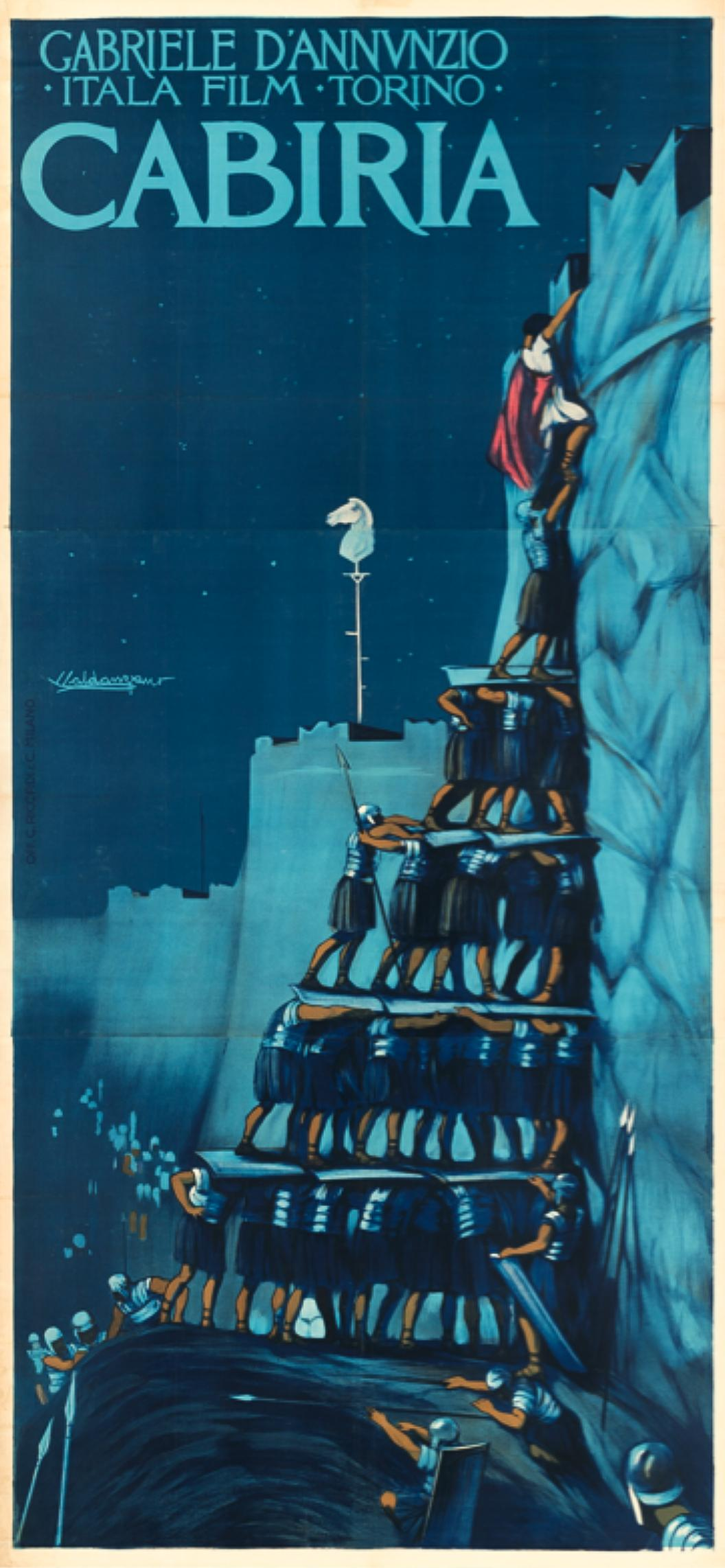

الفيلم الملحمي، هو فيلم يصور دراما إنسانية على نطاق واسع. ويكون نطاق القصة في الفيلم الملحمي أكبر منه في أنواع الأفلام الأخرى، وهذه الطبيعة المميزة للفيلم تجعله بمثابة قطعة زمنية أو فيلم مغامرة. تتخذ الأفلام الملحمية التاريخية من حدث تاريخي قصة، أو قد تعتمد على التصور والخيال أو قد تستعين بعلم الأساطير أو الخرافات، أو على شخصية بطولية. تضاف الأزياء الفخمة بشكل مسرف ومبهر والموسيقى التصويرية الضخمة، ما يجعل هذه الأفلام بين أغنى الأفلام إنتاجاً.
تناولت معظم الأفلام الملحمية المعروفة قصص الأبطال الخارقين والعائلات المالكة وكبار القادة العسكريين والشخصيات القيادية أو الشخصيات الرائدة في العالم من مختلف الحقب التاريخية. تركز الملاحم على الأحداث التي تؤثر على حياة الكثير من الناس كالكوارث الطبيعية والأحداث الكارثية والحروب والاضطرابات السياسية.
غالباً ما تكون الأفلام الملحمية مكلفة من حيث الإنتاج نظراً لأنها تستخدم التصوير من المواقع التي تبنى لتحاكي الواقع التاريخي لقصة الفيلم، بما في ذلك توفير الأزياء الوطنية ومشاهد الحركة على نطاق واسع جداً ولعدد كبير من الشخصيات. في حين تكون أفلام السير الذاتية أقل من حيث الضخامة والتكاليف.
يشار للأفلام الملحمية أحياناً بدراما الأزياء، إذ أنها تصور العالم في أجواء فترة معينة، تتضمن في كثير من الأحيان حقب تاريخية كالعصور الوسطى، لذا يتم تصميم أزياء خاصة ويتم التدرّب على لهجات غريبة وتُصمم العديد من المشاهد المسرفة والتصاميم الداخلية وتستخدم أجهزة الرؤية. تنقل هذه الأفلام المشاهدين إلى عوالم أخرى أو حقب جيولوجية قديمة كعهد الكتاب المقدس والظروف الكلاسيكية القديمة والعصور الوسطى والعصر الفكتوري وفترة حظر الكحوليات في الولايات المتحدة.
أما الأفلام التي تنطوي على أحداث معارك متوالية (فيلم حرب فتتطلب أيضاً إعدادات خاصة، كما في أفلام الغرب الأمريكي وأفلام الخيال العلمي التي تدور أحداثها في الفضاء أو على الأرض أو بين الكواكب، وتصمم مشاهد المعارك المستلهمة من الخيال العلمي على نطاق واسع أو مع خلفية مستقبلية مبهرة.

## أفلام ملحمية تاريخية
الملاحم التاريخية هي الأفلام الملحمية التي تجري أحداثها في الماضي، غالباً ما تركز على الأشخاص الذين غيروا مجرى التاريخ. وهناك عدد من الملاحم التاريخية، خاصة تلك التي أنتجت في عقدي 1950 و 1960، والتي دارت أحداثها في العصور القديمة، وخاصة في روما القديمة، اليونان القديمة، أو مصر القديمة.
ومن أشهر الأمثلة على الأفلام الملحمية التاريخية: ذهب مع الريح (فيلم) (1939)، الوصايا العشر (فيلم) (1956)، بن هور (1959)، سبارتاكوس (فيلم) (1960)، لورنس العرب (فيلم) (1962)، كليوباترا (1963)، دكتور جيفاغو (فيلم) (1965)، باري ليندون (1975)، غاندي (فيلم) (1982)، قائمة شندلر (فيلم)، (1993)، قلب شجاع (فيلم) (1995)، تيتانيك (فيلم 1997) (1997)، المصارع (فيلم) (2000)، طروادة (فيلم) (2004)، الإسكندر (فيلم) (2004)، مملكة السماء (فيلم) (2005)، البؤساء (فيلم 2012) (2012).